# Linda Boström Knausgård
Ingrid Linda Philippa Boström Knausgård, född 15 oktober 1972 i Boo församling i Nacka i Stockholms län, är en svensk roman- och novellförfattare, poet och krönikör. Hon debuterade 1998 med diktsamlingen Gör mig behaglig för såret, och fick sitt genombrott 2011 med novellsamlingen Grand Mal. 2013 utkom hennes första roman, Helioskatastrofen, som 2016 följdes av hennes andra roman, Välkommen till Amerika.

## Författarkarriär
Debutdiktsamlingen Gör mig behaglig för såret togs väl emot av kritikerna, men hennes stora genombrott kom 2011 med novellsamlingen Grand Mal som består av tjugo korta, intensiva och täta prosatexter med dyster stämning. Novellsamlingen kom till under en mellanperiod mellan första boken och det att hon hade fått småbarn. Den inledande novellen handlar om tro, vilket författaren själv hävdar att hon vill men inte kan göra eftersom hon uppfattar världen som farlig, "med en känsla av att allt kan gå sönder precis när som helst." Boström Knausgård har bipolär sjukdom, om vilket hon, år 2005, bland annat gjorde radiodokumentären Jag skulle kunna vara USA:s president.
Sedan januari 2013 är Boström Knausgård krönikör på Ystads Allehanda. År 2013 utgavs hennes tredje bok, romandebuten Helioskatastrofen som belönades med Mare Kandre-priset och nominerades till Sveriges Radios Romanpris.
År 2016 kom den delvis självbiografiska barndomsskildringen Välkommen till Amerika för vilken hon nominerades till Augustpriset 2016 för Årets svenska skönlitterära bok.
Hon var sommarpratare i Sveriges Radios Sommar i P1 den 8 juli 2017.

## Privatliv
Boström Knausgård gifte sig 2007 med den norske författaren Karl Ove Knausgård och har tillsammans med honom fyra barn. Paret separerade 2016. Hon är dotter till skådespelaren Ingrid Boström.

## Priser och utmärkelser
- 2013 – Mare Kandre-priset
- 2013 – Stipendium ur Gerard Bonniers donationsfond
- 2016 – Nominerad till Augustpriset 2016 för Årets svenska skönlitterära bok
- 2016 – Ystads kommuns kulturpris[10]
- 2021 – De Nios Vinterpris